# Minettia maculithorax
Minettia maculithorax är en tvåvingeart som först beskrevs av Malloch 1926.  Minettia maculithorax ingår i släktet Minettia och familjen lövflugor. Inga underarter finns listade i Catalogue of Life.